# Закон Бенфорда

Логарифмічна шкала. Випадкове число з координатою у близько 30 % випадків матиме першу цифру «1» (найширший проміжок кожного степеня десяти).

Розподіл Бенфорда

Закон Бенфорда або закон першої цифри (Закон Ньюкомба-Бенфорда) — статистичний закон, відповідно до якого перша цифра чисел із багатьох (але не всіх) типових джерел інформації у повсякденному житті вживається нерівномірно. Відповідно до цього закону, найчастіше першою цифрою чисел є одиниця, у той час, як наступні цифри з'являються в найвищому розряді все рідше й рідше.
Закон існує тоді, коли логарифми множини чисел розподілені рівномірно, що наближено справджується для багатьох реальних показників. У чистому вигляді справдження цієї властивості означатиме, що цифра «1» стоїть на першій позиції у близько 30 % чисел, у той час, як «9» є першою в менш ніж одному з 21 випадків.
Закон використовується для визначення можливих фальсифікацій статистичної інформації, зокрема на виборах.
Згідно із законом Бенфорда, перша цифра {\textstyle d} ({\textstyle d\in {1,...,b-1}}) з основою {\textstyle b} ({\textstyle b>2}) трапляється з імовірністю 
{\displaystyle P(d)=\log _{b}(d+1)-\log _{b}(d)=\log _{b}\left(1+{\frac {1}{d}}\right)}
Для десяткової системи числення
| d | {\displaystyle P(d)} | Відносний розмір {\displaystyle P(d)} |
| - | -------------------- | ------------------------------------- |
| 1 | 30,1%                | 30.1                                  |
| 2 | 17,6%                | 17.6                                  |
| 3 | 12,5%                | 12.5                                  |
| 4 | 9,7%                 | 9.7                                   |
| 5 | 7,9%                 | 7.9                                   |
| 6 | 6,7%                 | 6.7                                   |
| 7 | 5,8%                 | 5.8                                   |
| 8 | 5,1%                 | 5.1                                   |
| 9 | 4,6%                 | 4.6                                   |

## Приклади

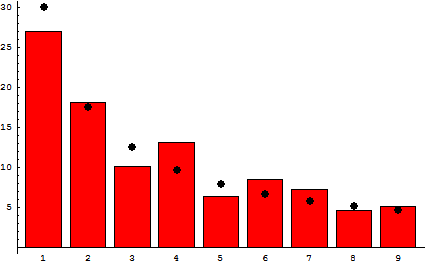
Розподіл перших цифр (червоні стовпчики, %) у населеннях 237 країн світу. Чорними цятками позначено розподіл Бенфорда.

У списку висот 58 найвищих будівель світу у своїй категорії (станом на вересень 2010 р.) цифра «1» стоїть на першій позиції частіше ніж більшість інших цифр незалежно від одиниці вимірювання, у той час, як цифра «9» вживається чи не найрідше:
| Перша цифра | Метри     | Метри    | Фути      | Фути     |
| Перша цифра | Кількість | Відсоток | Кількість | Відсоток |
| ----------- | --------- | -------- | --------- | -------- |
| 1           | 27        | 47,4 %   | 13        | 22,8 %   |
| 2           | 8         | 14,0 %   | 8         | 14,0 %   |
| 3           | 7         | 12,3 %   | 8         | 14,0 %   |
| 4           | 5         | 8,8 %    | 3         | 5,3 %    |
| 5           | 2         | 3,5 %    | 14        | 24,6 %   |
| 6           | 3         | 5,3 %    | 5         | 8,8 %    |
| 7           | 2         | 3,5 %    | 3         | 5,3 %    |
| 8           | 3         | 5,3 %    | 1         | 1,8 %    |
| 9           | 0         | 0,0 %    | 2         | 3,5 %    |